# کیراری (آلبوم)
کیراری در مجموع پنجمین انتشار دازل ویژن می‌باشد که حاوی ۱۲ ترانه است. این آلبوم در ۳ ژوئن سال ۲۰۱۱ از سوی هیومن نویز رکوردز منتشر گردید. کیراری تا به امروز موفق‌ترین آلبوم دازل ویژن می‌باشد که به جدول‌های اچ‌ام‌وی نیز وارد شده‌است.